# U-23サッカーシリア代表
U-23サッカーシリア代表は、シリアサッカー協会によって編成されるシリアのサッカーの23歳以下のナショナルチームである。23歳以下の選手を対象とするオリンピックに出場するためのチームである。そのため、オリンピックの前年にはU-22サッカーシリア代表、そのさらに前年にはU-21サッカーシリア代表と呼称が変わる。

## 歴史
2012年ロンドン五輪・アジア予選ではオリンピック初出場に向け、2次予選でトルクメニスタンを2戦合計6-2で降して最終予選に進出。その最終予選では日本、バーレーン、マレーシアと同組（グループC）となった。2012年2月5日にホームで行われた日本戦では、試合終了間際に勝ち越し点を奪って2-1と競り勝ち、一時は本大会出場権獲得となるグループ首位に立った。最終的には4勝2敗・勝ち点12で日本に次ぐ2位となり、アジアプレーオフに回ったが、ウズベキスタン、オマーンと1分1敗に終わり、ロンドン五輪出場はならなかった。
2014年にオマーンで開催されたAFC U-22選手権2013ではグループリーグで北朝鮮とイエメンに勝利してベスト8に入った。ただ、リオデジャネイロ五輪を懸けた2016年カタール大会では1次リーグで姿を消した。2020年タイ大会で2回目の決勝トーナメント進出を果たし、準々決勝ではオーストラリアに延長戦の末敗れた。

## オリンピックの成績
- 1992 - 予選敗退
- 1996 - 予選敗退
- 2000 - 予選敗退
- 2004 - 予選敗退
- 2008 - 予選敗退
- 2012 - 予選敗退
- 2016 - 予選敗退
- 2020 - 予選敗退
- 2024 - 予選敗退

## アジア競技大会の成績
- 2002 - 不参加
- 2006 - 1次リーグ敗退
- 2010 - 不参加
- 2014 - 不参加
- 2018 - ベスト8

## U-23選手権の成績
- 2013 - ベスト8
- 2016 - グループリーグ敗退
- 2018 - グループリーグ敗退
- 2020 - ベスト8
- 2022 - 予選敗退
- 2024 - 予選敗退

## U-23西アジアサッカー選手権の成績
- 2015 - 準優勝
- 2021 - ベスト4
- 2022